# Contrarimesus franklinae
Contrarimesus franklinae là một loài chân đều trong họ Ischnomesidae. Loài này được Merrin & Poore miêu tả khoa học năm 2003.